# Wu Hui-ju
Dans ce nom chinois, le nom de famille, Wu, précède le nom personnel Hui-ju.
Pour les articles homonymes, voir Wu.
Wu Hui-ju (chinois traditionnel : 吳蕙如 ; pinyin : Wú Huìrú), née le 12 novembre 1982 à Taïwan, est une archère taïwanaise.

## Biographie
Wu Hui-ju pratique le tir à l'arc depuis son enfance. Après avoir remporté le championnat national en 2002, elle décide de se consacrer à sa carrière sportive avec pour objectif la participation aux épreuves olympiques.
Wu a représenté la délégation taïwanaise, sous la bannière du Taipei chinois, aux Jeux olympiques d'été de 2004. Elle s'est classée 10e dans l'épreuve de classement individuel féminin de 12 flèches avec un pointage de 649. Au premier tour éliminatoire, elle a affronté Narguis Nabieva du Tadjikistan. Wu a battu Nabieva 156-142 dans le match des 18 flèches pour se qualifier pour les seizièmes de finale. Dans ce tour, elle a affronté l'archère allemande Anja Hitzler, la battant 9-8 dans un bris d'égalité après que les 18 premières flèches aient abouti à une égalité de 156 points. Wu a ensuite battu Justyna Mospinek de la Pologne 160-151, avançant ainsi aux quarts de finale. En quarts de finale, Wu a affronté Lee Sung-jin de Corée du Sud, contre laquelle elle s'est inclinée. Le pointage final de 104-103 dans le match de 12 flèches place Wu au 6e rang du tir à l'arc individuel féminin. Wu était également membre de l'équipe qui a remporté la médaille de bronze pour le Taipei chinois dans la compétition de tir à l'arc par équipe féminine.
Aux Jeux olympiques d'été de 2008 de Pékin, Wu a terminé sa ronde de classification avec un total de 634 points. Pour la première ronde de la compétition finale, elle a affronté Leydis Brito du Venezuela, face à laquelle elle s'est inclinée 104-98. Avec Yuan Shu-chi et Wei Pi-hsiu, elle a également participé à la compétition en équipe. Avec son pointage de 634, combiné aux pointages de 652 de Yuan et de 585 de Wie, l'équipe du Taipei chinois s'est classé 8e après la ronde de classification. En première ronde, elles affrontèrent l'équipe italienne, face à laquelle elles s'inclinèrent.
En 2012, elle arrête sa carrière sportive pour devenir entraîneuse. Après une première période dédiée aux arcs classiques, elle se spécialise en 2016 dans les arcs à poulies. Elle entraîne la délégation taïwanaise lors des épreuves de tir à poulies de l'Universiade d'été de 2017 organisée à Taipei.